# HAG Modelleisenbahnen

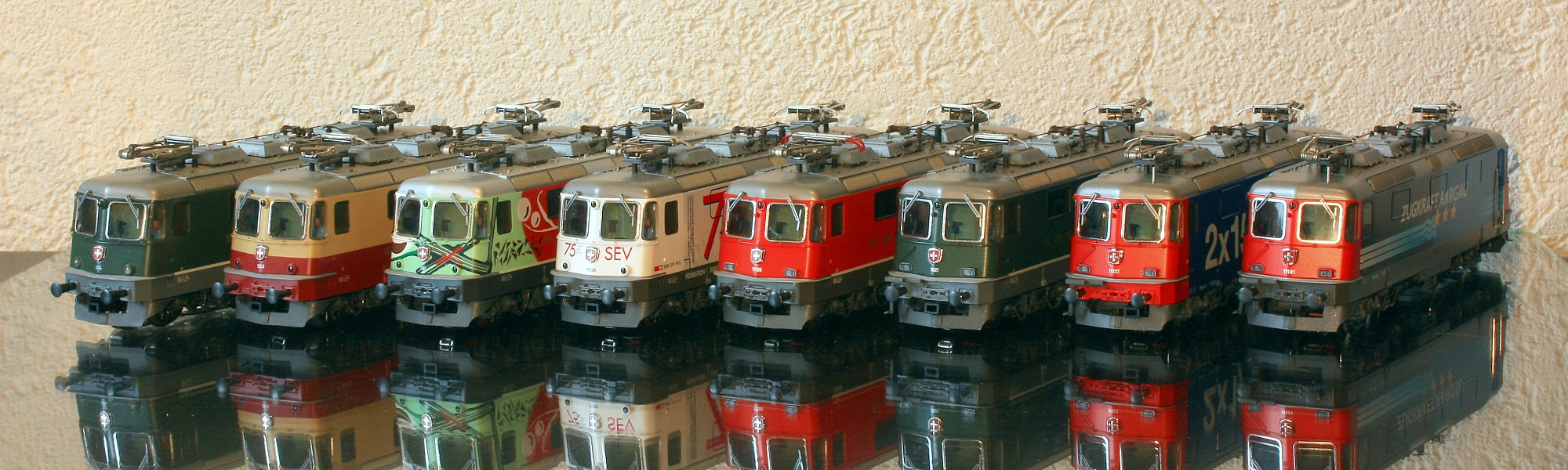
SBB Re 4/4 II

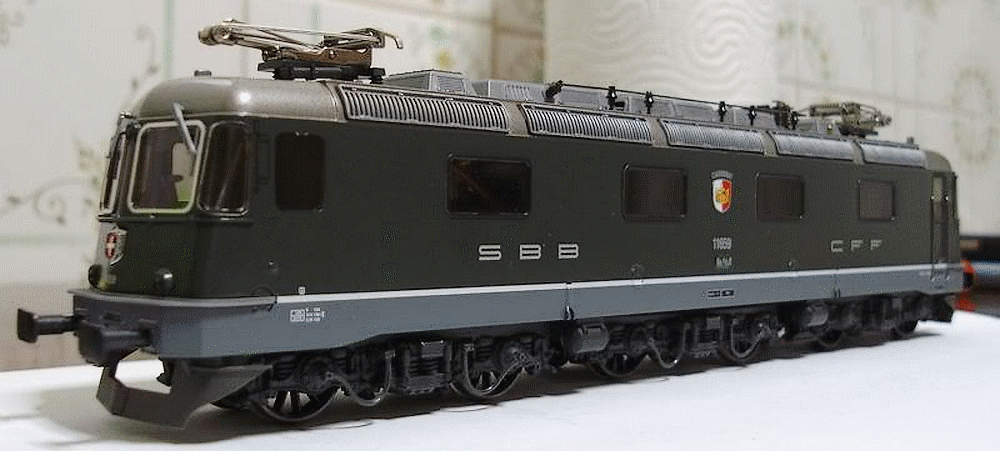
SBB Re 6/6 11669

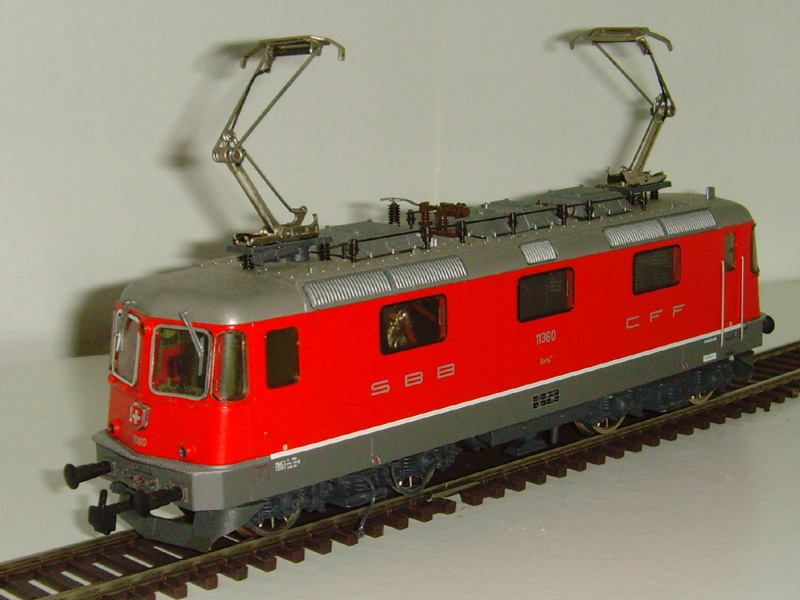
SBB Re 4/4 II 11360

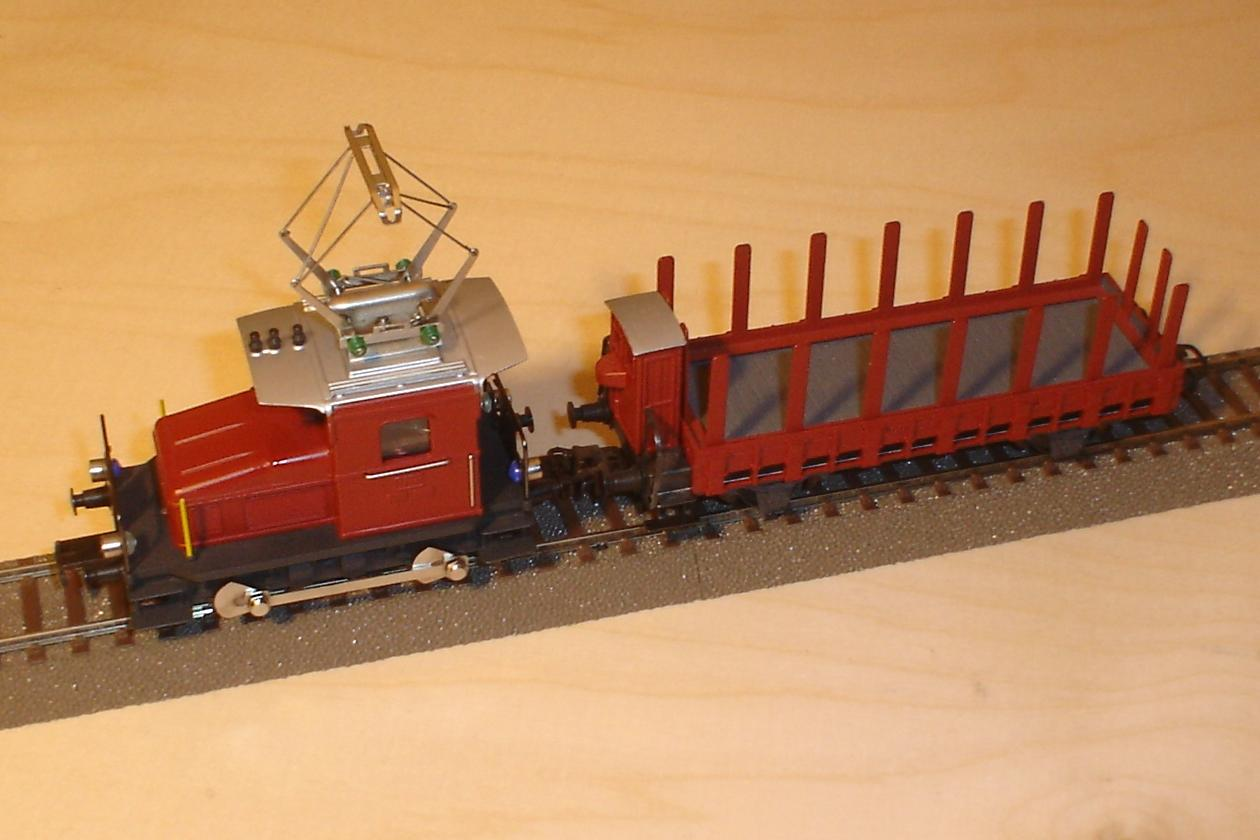
I modelli HAG sono noti per la robustezza e durata. In foto un trattore con due assi Niederbordwagen della SBB

La HAG Modellbahnen GmbH, società nata dalla HAG-Modelleisenbahnen AG, è un costruttore svizzero di modellismo ferroviario con sede a Stansstad.

## Storia
Sedi di San Gallo e Mörschwil
L'azienda venne nel 1944 fondata da Hugo e Alwin Gahler a San Gallo, con le iniziali dei fondatori "HAG" in breve. La società venne più tardi diretta dal 1979 dal figlio, Werner Gahler, di Alwin Gahler. Nel 1982 la sede si spostò a Mörschwil e il 1º gennaio 2012 la società Hag venne venduta alla Tekwiss Engineering di Hagedorn. I pezzi di ricambio dei vecchi HAG sono forniti dalla Amiba-Lokschuppen. Werner Gahler rimase in azienda a tempo parziale fino alla fine del 2012.
Sede di Stansstad
Alla fine di ottobre 2012 la produzione venne spostata da Mörschwil a Stansstad. La direzione affidata a Heinz Urech.

### Personale
Nel quadro della riduzione costi nel gennaio 2009 la società ha ridotto il personale di otto unità. La forza lavoro si attestò a 23 persone. Con il passaggio di proprietà si passò alla Tekwiss Engineering con 12 dipendenti. Con il passaggio da Mörschwil sono state licenziate 9 persone.

### Sviluppo produzione
HAG produce in scala 0. La produzione è iniziata negli anni '50, e dal 1954 la scala H0 e la 0 fino al 1957.
Un modello di Ae 4/7, venne costruito in scala N.

### Produzione attuale
Diverse locomotive, trattori e carrozze e treni merci sono disponibili come portafoglio prodotti in scala H0, delle ferrovie svizzere. I modelli sono prodotti sia per il sistema a due rotaie che per quello a tre rotaie.